# Guizancourt
Guizancourt település Franciaországban, Somme megyében. Lakosainak száma 121 fő (2022. január 1.). Guizancourt Bergicourt, Blangy-sous-Poix, Équennes-Éramecourt, Poix-de-Picardie és Sentelie községekkel határos.

## Népesség
A település népességének változása:
| Lakosok száma | 115  | 117  | 123  | 127  | 135  | 136  | 138  | 130  | 121  |
|               | 2013 | 2015 | 2016 | 2017 | 2018 | 2019 | 2020 | 2021 | 2022 |